# Enzo Mascherini
Enzo Mascherini (Florencia, 6 de agosto de 1910 - Liorna, 29 de julio de 1981) fue un barítono italiano, uno de los más destacados de su generación. 

## Biografía
Estudió en Florencia con Titta Ruffo y Riccardo Stracciari y debutó en 1937, como Giorgio Germont en la La traviata, de Verdi, y también cantó en el estreno de la obra de Gian Francesco Malipiero Antonio e Cleopatra, en 1938. Hizo su debut en el San Carlo de Nápoles, en 1939, y cantó en el Teatro alla Scala de Milán, en 1940. Apareció en dos legendarias actuaciones junto a Maria Callas, la primera en el Maggio Musicale Fiorentino, en 1951, como Montforte en I vespri siciliani, dirigido por Erich Kleiber, y en la noche inaugural de la temporada de 1952-1953 en La Scala, con Macbeth, dirigido por Victor de Sabata. 
Después de la guerra, empezó una carrera internacional, actuando en París, Viena, Praga, Londres, Ciudad de México, Río de Janeiro Chicago, San Francisco, etc. En 1946 y 1947, Mascherini apareció en la New York City Opera en la representación de La bohème (como Marcello), La traviata (como Dorothy Kirsten), Pagliacci (como Silvio, y más tarde como Tonio), Rigoletto, Andrea Chénier (junto a Vivian della Chiesa) y Il barbiere di Siviglia (comoLuigi Infantino y Virginia MacWatters).
Hizo su debut en la Metropolitan Opera el 7 de diciembre de 1949 como Marcello, en la obra La bohème, con Bidú Sayao como Mimì, Ferruccio Tagliavini como Rodolfo, Lois Hunt como Musetta y Giuseppe Antonicelli en la dirección. Actuó en otras funciones en el MET la temporada 1949-1950, incluyendo el personaje de Germont en La traviata (con Licia Albanese como Violetta y Jan Peerce como Alfredo); Lescaut en Manon Lescaut (con Richard Tucker como Des Grieux); Valentin en Fausto (con Giuseppe di Stefano en el papel principal); y el papel principal en la ópera de Rigoletto (con Erna Berger como Gilda). También hizo una gira por Sudáfrica en 1951. 
Actuó en el Gran Teatro del Liceo de Barcelona.
Su voz era poderosa y con técnica sólida. Cuando se retiró de los escenarios se dedicó a la enseñanza en Florencia. Entre sus discípulos tuvo al barítono Alexander Malta.

## Discografía

### Incisioni in studio
- Tosca - Renata Tebaldi, Giuseppe Campora, Enzo Mascherini, dir. Alberto Erede -  Decca 1952

### Registrazioni dal vivo
- Il barbiere di Siviglia - Enzo Mascherini, Giuseppe Di Stefano, Giulietta Simionato, Cesare Siepi, Gerhard Pechner, dir. Renato Cellini - Città del Messico 1949 ed. IDIS
- La Favorita - Giuseppe Di Stefano, Giulietta Simionato, Enzo Mascherini, Cesare Siepi, dir. Renato Cellini - Città del Messico 1949 ed. Myto
- I vespri siciliani - Maria Callas, Enzo Mascherini, Giorgio Kokolios-Bardi, Boris Christoff, dir. Erich Kleiber - Firenze 1951 ed. Melodram/Opera D'Oro/Testament
- La forza del destino (selez.) - Beniamino Gigli, Elisabetta Barbato, Enzo Mascherini, Giulio Neri, dir. Antonino Votto - Río de Janeiro 1951 ed. HRE/SRO
- Macbeth - Enzo Mascherini, Maria Callas, Italo Tajo, Gino Penno, dir. Victor de Sabata - La Scala 1952 ed. GOP/Myto/EMI
- Don Carlo - Mirto Picchi, Nicola Rossi-Lemeni, Enzo Mascherini, Maria Pedrini, Fedora Barbieri, dir. Franco Capuana - Génova 1953 ed. Melodram
- Don Carlo - Mirto Picchi, Cesare Siepi, Enzo Mascherini, Antonietta Stella, Oralia Domínguez, dir. Mario Rossi - RAI-Torino 1954 ed. Cantus Classics
- Don Sebastiano - Gianni Poggi, Fedora Barbieri,  Enzo Mascherini, Giulio Neri, dir. Carlo Maria Giulini - Firenze 1955 ed. Living Stage/Walhall